# Петрова, Наталья (легкоатлетка)
Наталья Петрова (род. 16 ноября 1957), в девичестве Кокуленко — советская легкоатлетка, специалистка по барьерному бегу. Выступала за сборную СССР по лёгкой атлетике в начале 1980-х годов, чемпионка Универсиады в Эдмонтоне, победительница и призёрка первенств национального значения, участница ряда крупных международных стартов, в том числе чемпионата мира в Хельсинки и чемпионата Европы в помещении в Милане. Представляла Москву.

## Биография
Наталья Кокуленко родилась 16 ноября 1957 года.
Впервые заявила о себе на международном уровне в сезоне 1981 года, когда вошла в состав советской национальной сборной и выступила на летней Универсиаде в Бухаресте, где в программе бега на 100 метров с барьерами с результатом 13,33 секунды заняла в финале четвёртое место. Позже на чемпионате СССР в Москве в той же дисциплине стала серебряной призёркой, уступив только Марии Мерчук.
В 1982 году на зимнем чемпионате СССР в Москве в беге на 60 метров с барьерами превзошла всех своих соперниц и завоевала золотую медаль, установив при этом свой личный рекорд — 8,08 секунды. На последовавшем чемпионате Европы в помещении в Милане в финале преодолела ту же дистанцию за 8,16 секунды, расположившись в итоговом протоколе соревнований на четвёртой позиции. На летнем чемпионате СССР в Киеве в беге на 100 метров с барьерами была второй позади Марии Мерчук.
Будучи студенткой, в 1983 году представляла страну на летней Универсиаде в Эдмонтоне, где одержала победу в беге на 100 метров с барьерами. В той же дисциплине принимала участие в чемпионате мира в Хельсинки — на стадии полуфиналов установила личный рекорд (12,83), тогда как в решающем финальном забеге при сильном попутном ветре с результатом 12,67 метра финишировала четвёртой.